# Ablieferung
Ablieferung liegt im Kaufvertrags- und Werkvertragsrecht vor, wenn der Kaufgegenstand oder das Werk vom Verkäufer in Erfüllungsabsicht in den Machtbereich des Käufers gebracht wird.

## Allgemeines
Die Ablieferung ist kein Synonym für die Lieferung, letztere umschreibt den gesamten Vorgang des Abladens beim Lieferanten über den Gütertransport bis zur Ablieferung beim Kunden. Damit ist die Ablieferung lediglich der letzte Teilvorgang einer Lieferung. Die Ablieferung ist als Übergabe ein Realakt, durch den die Ware vollständig in den Machtbereich des Käufers verbracht wird. Der Abliefernachweis wird vom Transportunternehmen ausgestellt und vom Käufer quittiert. Mit der Ablieferung sind einige bedeutsame Rechtsfolgen verbunden.

## Rechtsfragen
Der Rechtsbegriff der Ablieferung betrifft die Besitzverschaffung durch den Käufer der Waren und ist oft mit dem Gefahrübergang verbunden. Erst mit der Ablieferung entsteht die Untersuchungs- und Rügepflicht des Käufers. Ist der Kauf nämlich für beide Teile ein Handelskauf, so hat der Käufer die Ware unverzüglich nach der Ablieferung durch den Verkäufer, soweit dies nach ordnungsmäßigem Geschäftsgang tunlich ist, zu untersuchen und, wenn sich ein Mangel zeigt, dem Verkäufer unverzüglich Anzeige zu machen (§ 377 Abs. 1 HGB). Damit sind Kaufleute zur Wareneingangskontrolle sogar gesetzlich verpflichtet. Die Untersuchung muss in solchem Umfang und solcher Art vorgenommen werden, wie es erforderlich ist, um das Vorhandensein von Mängeln festzustellen. Ist die Ware zum Weiterverkauf bestimmt, wird die Untersuchungs- und Rügepflicht hinausgeschoben, bis der Endverbraucher die Sache in Gebrauch genommen hat. Der Käufer ist verpflichtet, die Untersuchung mit fachmännischer Sorgfalt durchzuführen. Der Käufer schuldet lediglich repräsentative Stichproben, um seiner Wareneingangskontrollpflicht zu genügen.
Ist ein Verlust oder eine Beschädigung des Gutes äußerlich erkennbar und zeigt der Empfänger oder der Absender dem Frachtführer Verlust oder Beschädigung nicht spätestens bei Ablieferung des Gutes an, so wird gemäß § 438 Abs. 1 HGB vermutet, dass das Gut vollständig und unbeschädigt abgeliefert worden ist. Auch beim Kauf von Standardsoftware ist die Kaufsache mangels anderweiter Vereinbarung dann „abgeliefert“, wenn sie vom Verkäufer in Erfüllungsabsicht derart in den Machtbereich des Käufers gebracht wird, dass dieser sie auf das Vorhandensein von Mängeln untersuchen kann.
Im Frachtverkehr ist Ablieferung erst die tatsächliche Auslieferung des Frachtgutes an den bestimmungsgemäßen Empfänger, nicht schon die Benachrichtigung vom Eintreffen am Ablieferungsort. Der Frachtbrief muss gemäß § 408 Abs. 1 Nr. 4 HGB den Ablieferungsort enthalten, der Ladeschein enthält den Ablieferungsort wie ein Frachtbrief (§ 444 Abs. 1 HGB). Das Konnossement enthält gemäß § 444 Abs. 1 Nr. 9 HGB die bei Ablieferung geschuldete Fracht, bis zur Ablieferung anfallende Kosten sowie einen Vermerk über die Frachtzahlung. Die Fracht ist bei der Ablieferung des Frachtguts zu zahlen (§ 420 Abs. 1 HGB).
Mit der Ablieferung beginnt der Lauf der Verjährungsfrist für Mängelansprüche (§ 438 Abs. 2 BGB).

## Keine Ablieferung
Eine Ablieferung liegt nicht vor, wenn die Lieferung noch nicht vollständig erfolgt ist, bei einer Holschuld die Ware vom Verkäufer bereitgestellt und noch nicht vom Käufer abgeholt wurde oder bei einer Schickschuld (Versendungskauf) die Ware vom Verkäufer zunächst dem Transportunternehmen übergeben wurde.